# Galambok
Galambok est un village et une commune du comitat de Zala en Hongrie.